# آئورا ۱۴۸۸
سیارک ۱۴۸۸ (به انگلیسی: 1488 Aura، نامگذاری:1938XE) هزار و چهارصد و هشتاد و هشتمین سیارک کشف شده‌است که در ۱۵ دسامبر ۱۹۳۸ کشف شد.
قدر مطلق سیارک برابر ۱۰٫۸۰ است.